# Rudraksha

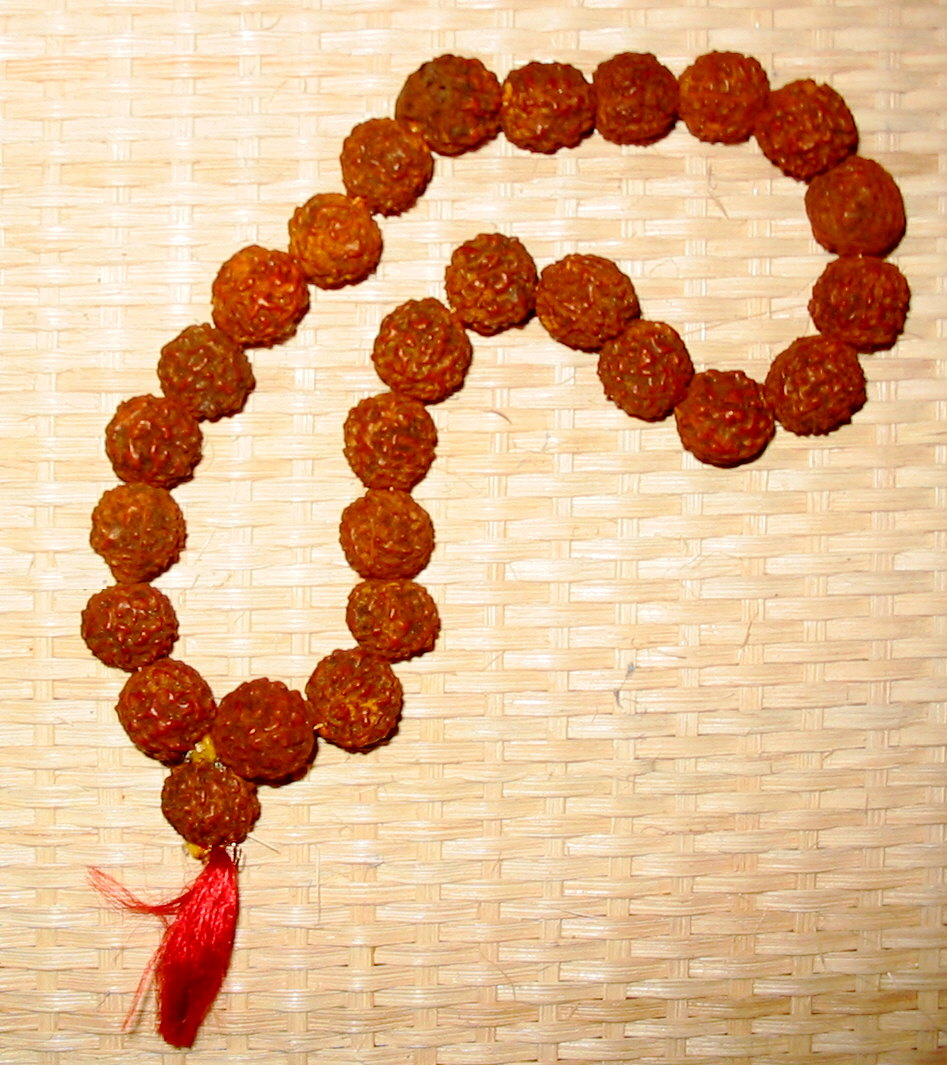
Un Rudraksha de 27 graines

Le rudraksha (Rudra-Aksha, « œil de Rudra » en sanskrit, Rudra étant un des noms de Shiva) est la graine du cerisier bleu, un arbre répandu en Inde. Par extension certains chapelets (mâlâ) hindous faits de ces graines portent ce nom. Shiva est traditionnellement représenté portant de tels chapelets autour du cou. Les sadhus et les yogis shivaïtes ou shaktas en Inde en portent généralement un.

## Origine
Le Srimad Devi Bhagavatam décrit l’origine du rudraksha dans un dialogue du chapitre 11 khanda 7 entre Narayana, le seigneur de l’Univers et Narad Muni :
Narad Muni : Narayana, Je connais l’importance des graines du rudraksha mais puis-je savoir comment ces graines sont arrivées sur cette terre ?
Narayan répond : O mon enfant, cette question a été posée par Kartikeya, le fils aux six visages de Rudra dans sa demeure du Mont Kailash. Ce que Rudra répondit, écoute-le :
O fils Kartikeya, je vais expliquer brièvement le secret des graines de rudraksha. Dans le passé, existait un démon appelé Tripura que personne ne pouvait vaincre. Brahma, Vishnou et les dévas me demandèrent d’invoquer la terrible arme Aghora, possédant la force de tous les dévas afin de pouvoir le tuer. Cette arme brillait de mille feux. J’acceptai et pendant les mille années suivantes, je restai les yeux grands ouverts à penser à cette arme, qui détruit tous les obstacles et parviendrait à tuer Tripura et apaiser les dévas. Après mille ans, mes yeux se mirent à larmoyer et des larmes tombèrent sur la terre. De ces larmes sont nés les arbres qui donnent ces graines, pour le bien-être des dévas et de toute l’humanité. Celui qui les porte, qu’il ait la foi ou non,| accédera à mon statut et sera libéré de tous les péchés.

## Apparence et vertus

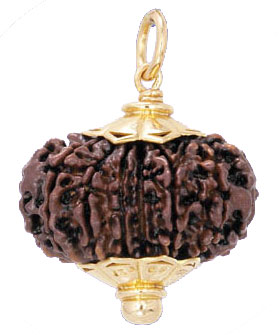
Une graine à 14 faces

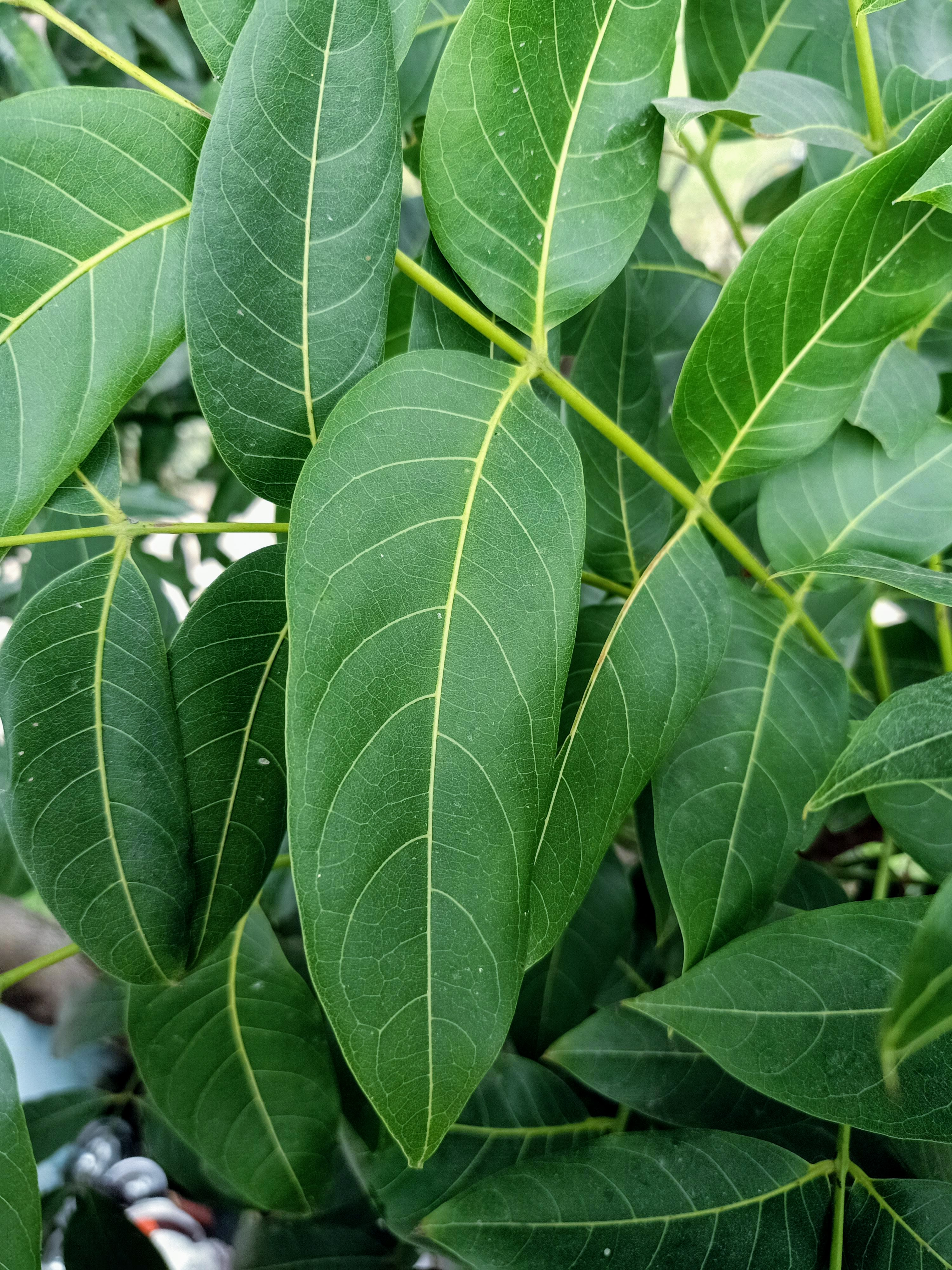
Détail du feuillage du cerisier bleu, Elaeocarpus angustifolius en Inde.

La valeur du grain varie selon le nombre de faces (mukhi).
Le rudraksha peut être composé de graines de une à quatorze faces. Les Panchmukhi (cinq faces) sont les plus communes ; les autres, plus rares, coûtent plus cher :
- Les graines qui ne comportent qu'une seule face sont les plus rares (la tradition dit que les détenteurs de ce type de rudraksha seront libérés du cycle des naissances) et sont la forme de la Vérité suprême (celui qui est maître de ses sens se fond dans cette Vérité après avoir porté ce Rudraksha) [3] ;
- ceux qui comportent deux faces sont associés au couple Shiva et Parvati ou Ardhanarishvara [3];
- ceux qui comportent trois faces représentent la trinité Brahma, Vishnou et Shiva ;
- ceux qui comportent quatre faces symbolisent Brahma et les quatre Vedas ;
- ceux qui comportent cinq faces sont la forme de Pancha Brahma (le quintuple Brahmâ) et prémunit celui qui le porte de tout risque de meurtre [3] ;
- ceux qui en comportent six symbolisent Kartikeya, le frère de Ganesh, fils de Shiva ;
- ceux qui en comportent sept symbolisent la déesse Mahalakshmi, la déesse de l'abondance et de la bonté ;
- ceux qui en ont huit symbolisent Ganesh (et assurent la victoire à ceux qui les portent) ;
- ceux qui en ont neuf représentent les neuf formes (shakti) de la déesse Parvati ;
- ceux qui en ont dix représentent les dix directions de l'espace, ils sont jugés particulièrement bénéfiques ;
- ceux qui comportent onze faces sont associés aux onze apparences de Rudra[3] (avatars de Rudra, autre nom de Shiva) ;
- ceux qui comportent douze faces sont associés à Surya (le dieu du soleil) ;
- ceux qui comportent treize faces sont la forme de Kama Deva et permet de combler tous les désirs [3];
- ceux qui comportent quatorze faces sont la forme de Rudra et chassent les mauvaises influences et détruisent le mal, les maladies [3].

On trouve des rudraksha de quatre couleurs différentes : blancs, rouges, dorés et noirs, correspondant symboliquement aux quatre castes.
- Le blanc est la couleur des brâhmanes (prêtres, enseignants et hommes de loi).
- Le rouge est la couleur des kshatriya (princes, administrateurs et militaires).
- Le jaune est la couleur des vaishya (artisans, commerçants, hommes d'affaires, agriculteurs et bergers).
- Le noir est la couleur des sudra (les serviteurs).

Les rudrakshas les plus courants sont rougeâtres ou noirs. Les rudrakshas blancs (symboles de pureté) et dorés (symboles d'acquisitions de richesses) sont rares.
Les graines d’un rudraksha sont donc réputées contenir un pouvoir particulier et avoir une influence positive sur la spiritualité et la santé. Ils favoriseraient en particulier la méditation.

## Le chapelet
Il est possible de porter une perle unique ou plusieurs perles enfilées sur le même fil. Les petits grains sont utilisés pour les chapelets qui comportent généralement 27, 54 ou 108 perles (parfois 109 quand y est ajouté « la graine-guru », avec l’image du guru que le disciple vénère).

## Conditions au port du rudraksha
Les Védas indiquent quelles purifications préalables sont nécessaires pour pouvoir prétendre porter des rudrakshas sur son corps (les racines comme les carottes sont par exemple prohibées, par respect pour la vie végétale, selon le vœu d'ahimsâ, « non-violence » envers toute vie ; on retrouve les mêmes règles de vie dans le jaïnisme) :

« Qui porte des Rudrakshas doit s'abstenir de boissons enivrantes, de chair animale, d'ail et d'oignons, de carottes, et de toute chose prohibée. Porter des Rudrakshas au moment des éclipses, de l'équinoxe hivernal, de la nouvelle et de la pleine lune, ainsi que tout autre jour placé sous de bons auspices, libère des actes négatifs que l'on a pu commettre. »

— Rudraksha Jabala Upanishad (Sama Véda).